# الكتيفه (عمان)
الكتيفه منطقة سكنية تقع في لواء الموقر، محافظة العاصمة في الأردن. تنتمي المنطقة لقضاء رجم الشامي الذي يضم 8 مناطق. يقدر عدد سكانها بـ 739 نسمة حسب إحصاء 2015.ويسكن القرية عدد من عشائر بني صخر.

## الوصلات الخارجية
- دائرة الاحصاءات العامة